# أدريانو بيسبو
ادريانو بيسبو (بالبرتغالية: Adriano Bispo dos Santos‏) هو لاعب كرة قدم برازيلي في مركز الوسط، ولد في 29 مايو 1987 في ساو فيسنتي في البرازيل. شارك مع منتخب البرازيل تحت 17 سنة لكرة القدم. أما مع النوادي، فقد لعب مع جريميو نوفوريزونتينو وغريميو بورتو أليغرينزي ونادي أفاي لكرة القدم ونادي سانتوس ونادي ساو كايتانو ونادي فيتوريا.

## وصلات خارجية
- أدريانو بيسبو على موقع قاعدة بيانات كرة القدم.إي يو (الإنجليزية)
- أدريانو بيسبو على موقع Soccerway.com (الإنجليزية)
- أدريانو بيسبو على موقع عالم كرة القدم.نت (الإنجليزية)